# Рогозенський скарб

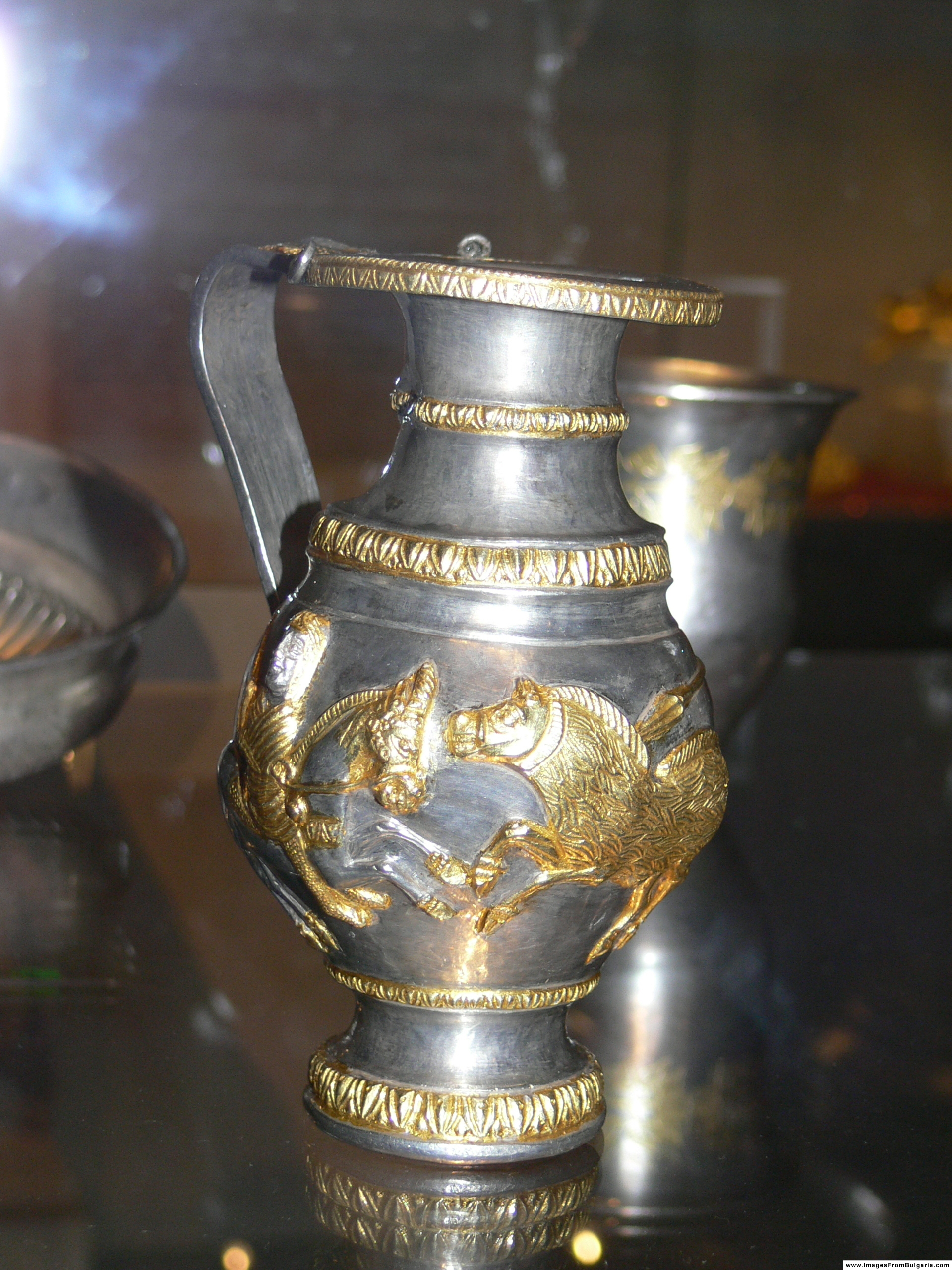
Потир. Рогозенський скарб.

Рогозенський скарб (болг. Рогозенско съкровище) це скарб знайдений в 1986 році поблизу болгарського села Рогозен. Було знайдено 165 срібних суден (піали, глечики) з орнаментом і міфологічними сценами.
Археологи вважають, що скарб є приватною колекцією, яку протягом мінімум півстоліття збирав якийсь місцевий знатний рід. Закопана приблизно в кінці IV століття до нашої ери.
В оздобленні та виготовленні посудин використовуються різні мотиви, характерні для різних періодів IV століття до н. е. Чергуються геометричні фігури: рослинні елементи — деревні гілки, рожеві пагони, квітки лотоса, жолуді; зображення тварин — фантастичних (крилаті леви-грифони, крилаті коні — пегаси, крилаті козли) і реалістичних (собаки, пантери, птиці, гіпопотами). На одному з фіалів — можливо, грецького походженням — зображені Геракл і афінська жриця Авга. Одна з нерозгаданих міфологічних сценок — дві колісниці, запряжені в четвірки крилатих коней з жінками-візниками в довгому одязі, що розвивається.
Дуже важливо для історичної науки зображення фракійської Великої Богині, яку навіть стародавні греки шанували під ім'ям Бендіда. Вона представлена як могутня наїзниця верхи на леві або в колісниці з квадригою коней.
На кількох посудинах збереглися написи, в яких згадуються фракійські особисті імена, а також назви невідомих зараз фракійських поселень. Швидше за все, це імена майстрів, які зробили посудини, і місця їх проживання.
На даний момент скарб зберігається в історичному музеї в Софії.